# 上野高広
上野 高広（うえの たかひろ、1971年11月5日 - ）は、北海道室蘭市出身、静岡県御殿場市在住のドリフトドライバー、実業家。D1グランプリ（D1GP）に参戦する。また、エアロパーツのVERTEXシリーズなどを展開しているパーツメーカー「ティーアンドイー」の社長も務める。愛称は「上ちん」。

## 略歴
高校卒業と同時に日産・スカイライン（R32）を購入し、ドリフトを始める。
24歳でカーメイクT&E（現・ティーアンドイー）を設立し、洗練されたデザインのエアロパーツで業績を挙げる。
2000年に開催された第1回全日本プロドリフト選手権大会で、30ソアラを駆り準優勝。
翌2001年にスタートしたD1グランプリ（D1GP）にも30ソアラで参戦を開始。タイヤはヨコハマタイヤを使用した。同年第4戦エビスでは優勝を果たし、年間シリーズランキング3位となる。
2002年以降しばらくはシリーズランキング上位に食い込むことができない状況が続いた。しかし2006年に新車両を投入すると成績が上向き、2007年第6戦では準優勝、2008年シーズンは全戦でポイントを獲得しシリーズランキング8位となった。
2009年にはBMW・3シリーズクーペ（E92）を投入しD1GPに参戦。エンジンは2JZ-GTEに、ミッションはホリンジャー製のシーケンシャルミッションに換装されている。
2012年は映画『ウルトラマンサーガ』とのタイアップで『ウルトラマンサーガ』カラー仕様の車両で参戦し、途中『ウルトラセブン』カラーとなる。この時からM78星雲にちなんで、ゼッケンも78となり、2023年現在もこのナンバーを使用している。
2016年より、再び30ソアラでD1GPに参戦を開始。2017年には長年使用してきたヨコハマタイヤからゼスティノタイヤにタイヤメーカーを変更した。
2019年より2JZ-GTE換装のレクサス・RCにマシンチェンジし、タイヤもヴァリノタイヤに変更。
2020年、タイヤをサイルンタイヤに変更。
2021年8月、新型コロナウイルスに感染し、入院していたことを自身のYouTubeチャンネルの動画で公表した。
2022年はタイヤをヨコハマに変更し、斎藤太吾・松山北斗・中村直樹と共にTMARからRCで参戦。
2023年はTEAM VERTEX × NEXZTER × D2DとしてD1GPに参戦。マシンはRCを引き続き使用する。第5戦からシバタイヤのサポートを受けることが発表された。

## 人物・エピソード
- 現役のD1GPドライバーでは数少ない、初年度（2001年）から参戦し続けている選手である。参戦数も2023年第3戦の時点で160戦以上と、現役選手の中で最も多く、体調不良などによる欠場を除いてほとんどのラウンドに参戦している[6][7]。一方で2001年第4戦の初優勝以降、20年以上にわたり優勝していない選手でもある。
- 30ソアラ、3シリーズクーペ、RCと、重量級のクーペにこだわって長年D1GPに参戦してきた。特に30ソアラにはこだわりを持ち、トレードマーク的存在にもなっている。
- 2005年にお台場で行われたD1GPのエキシビジョンマッチにてクラッシュした直後、会場付近を走行中のゆりかもめの列車がほぼ同時に駅間で急停車した。これを見た審査員は「上野がゆりかもめを止めた」とネタにした[8]。
- ティーアンドイーの社長として、VERTEXブランドのエアロパーツのデザインなども手掛ける。
  - エアロパーツは、長く乗っても飽きが来ない、いつ見ても「魅せられる」デザインを意識して製作しているという[9]。
  - かつては神奈川県横浜市に店舗を構えていたが、ガレージの契約更新を機に静岡県御殿場市に移転・移住した[10]。